# 750
| 750                |
| ------------------ |
| Dødsfald - Fødsler |
|                    |

| Gregoriansk kalender | 750 DCCL                |
| Ab urbe condita      | 1503                    |
| Armensk kalender     | 199 ԹՎ ՃՂԹ              |
| Kinesiske kalender   | 3446 – 3447 己丑 – 庚寅 |
| Etiopisk kalender    | 742 – 743               |
| Jødisk kalender      | 4510 – 4511             |
| Hindukalendere       |                         |
| - Vikram Samvat      | 805 – 806               |
| - Shaka Samvat       | 672 – 673               |
| - Kali Yuga          | 3851 – 3852             |
| Iransk kalender      | 128 – 129               |
| Islamisk kalender    | 132 – 133               |

Se også 750 (tal)

## Begivenheder
- Umayyade-kalifatet går under, og Abbaside-kalifatet etableres.